# Kamienica Auerbachów
Kamienica Auerbachów (właśc. Kamienica Chaima Mordki i Gersza Auerbachów) – kamienica położona przy ul. prez. G. Narutowicza 32 w Łodzi, powstała w 1896 r., została zaprojektowana przez Gustawa Landau-Gutentegera. Obiekt wpisano do rejestru zabytków pod numerem A/353 z dn. 31.05.1994 r.

## Historia
Pod koniec XIX wieku w miejscu kamienicy stał drewniany dom parterowy z komórkami na podwórku. Po jego wyburzeniu wybudowano kamienicę z dwiema bocznymi oficynami, którą w larach 20. XX wieku rozbudowano o oficynę poprzeczną. Kamienicę Auerbachów wybudowano na zlecenie braci – Chaima Mordki i Gersza Auerbachów, choć przypuszcza się, że pierwszym właścicielem mógł być Oskara Bonika. Przed pierwszą wojną światową kamienica zmieniła właścicieli – budynek przez pewien okres należał do Mowszego i Chai Szpiro, natomiast przed 1939 r. przeszła w ręce Chai i Johanena Teitelbaumów. Po II wojnie światowej kamienica należała do rodziny Haskielów, która wyjechała z Polski po wydarzeniach Marca 1968. Następnie budynek przejął majątek miasta Łodzi, w którego rękach kamienica była do 1997 r., kiedy to została odzyskana przez Leokadię Haskiel. Przed II wojną światową w budynku zlokalizowane były m.in. siedziba Towarzystwa Śpiewaczego „Szir”, a w podwórzu funkcjonowała fabryka wyrobów wełnianych braci Teitelbaum. Po II wojnie światowej w budynku działała drukarnia prasy żydowskiej i redakcja gazety „Dos Naje Lebn”, a także siedziba Związku Literatów i Dziennikarzy Żydowskich.

### Architektura
Obiekt zaprojektowany przez Gustawa Landau-Gutentegera, został wykonany w stylu architektury eklektycznej, przeplatając 2 style – neorenesansowy, nawiązujący do włoskiego renesansu oraz neoromański. Wśród neoromańskich detali szczególnie można wyróżnić nietoperze o ludzkich twarzach, oraz inne fantastyczne postacie, rozety w ryzalitach, kolumienki z głowicami, biforia i triforia. Ponadto obiekt posiada bogato dekorowane półokrągłe okna oraz głębokie loggie w prawym ryzalicie, a balkony w lewym. Na ryzalitach można odnaleźć napisy pisane cyrylicą, prawdopodobnie stanowiące reklamy sklepów usytuowanych w kamienicy przed I wojną światową. Ponadto budynek odznacza się kontrastującymi, żółtymi cegłami na elewacji oraz jej otynkowanymi fragmentami w kolorze szarym.

## Kamienica Auerbachów w literaturze
Kamienica Auerbachów jest miejscem akcji w książce Joanny Opiat-Bojarskiej „Niebezpieczna gra”

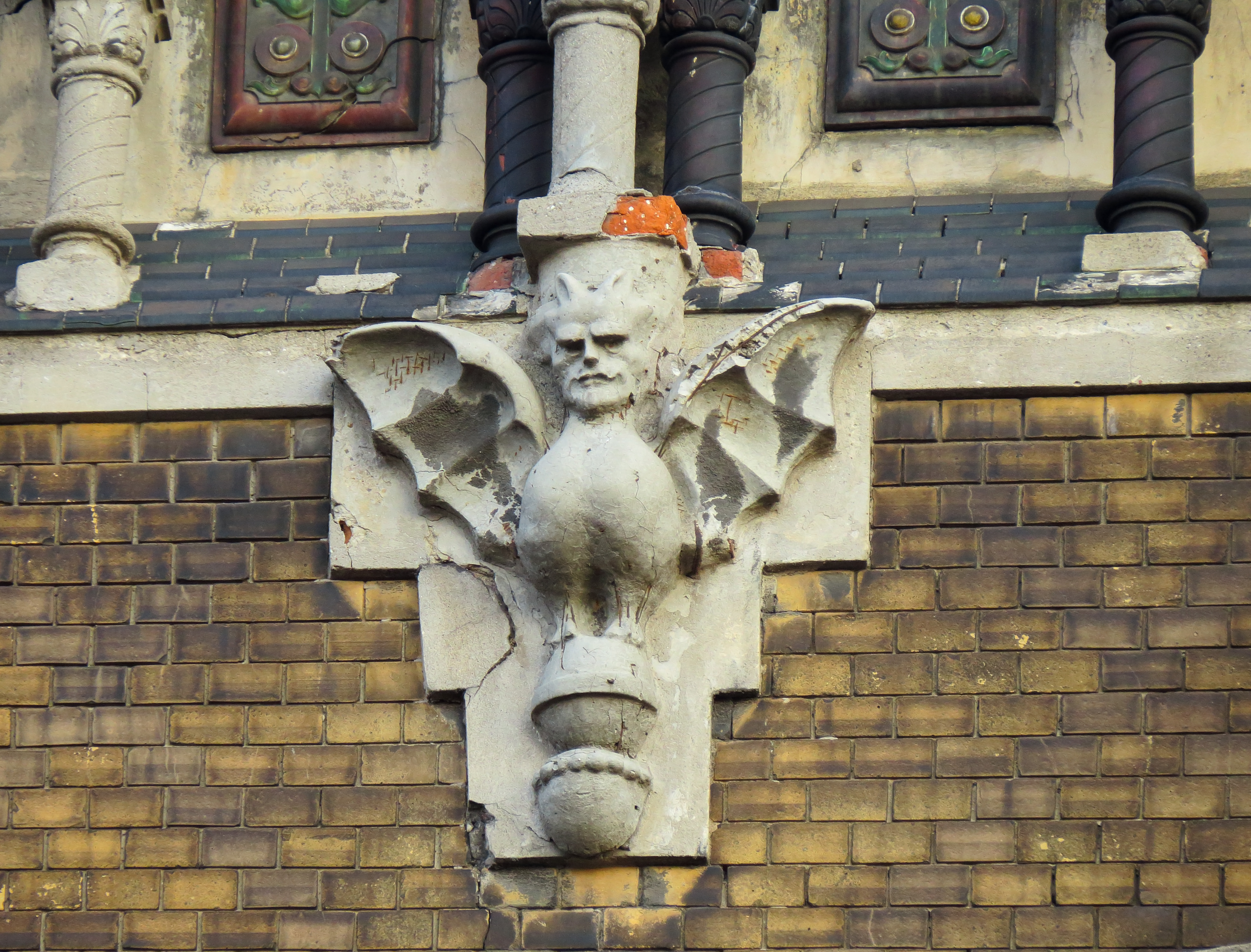
Detal w postaci nietoperza z ludzką głową.